# シャハーニーヤ
シャハーニーヤ（アラビア語: الشحانية Ash-Shaḥāniyah, Al Shahaniya, Al Sheehaniya アッ＝シャハーニーヤ、アル＝シャハニア、アッ＝シェーハニーヤ）はカタール中央西部に位置する基礎自治体（広域自治体）。2014年にライヤーン基礎自治体の北部が分離する形で成立した。
面積は3,299km2と基礎自治体では最も大きいが、そのほとんどが砂漠のため人口はそこまで多くはない。中心都市は同名のシャハーニーヤ市。

## 隣接行政区画
- アル＝ハウル
- ウンム・サラール
- ライヤーン

## 統計区分
- 国勢調査地域
  - アル＝ジマイリーヤ（英語版）
  - アン＝ナスラーニーヤ（英語版）
  - シャハーニーヤ市（英語版）
  - アル＝ウトゥーリーヤ（英語版）
  - ドゥハーン（英語版）
  - ラウダト・ラーシド（英語版）
  - ウンム・バーブ（英語版）

- 未編入地域
  - Al Da'asa（遺跡地区）
  - Al Kharsaah（村）
  - Ras Abrouq（観光名所）
  - Zekreet（村）